# 坂口祐三郎
坂口 祐三郎（さかぐち ゆうざぶろう、1941年9月3日 - 2003年7月13日）は、日本の俳優。本名は中村 徹（なかむら とおる）。別名義は牧口 徹（まきぐち とおる）、坂口 徹（さかぐち とおる）、坂口 徹郎（さかぐち てつろう）。
福岡県久留米市出身。福岡県立八女工業高等学校卒業。肖像権、キャラクターライセンスは盟友の作家/瀬崎智文と㈱AMIプロジェクトになる。

## 来歴
父親を知らず、4歳で母親に捨てられ、祖父方で育てられた。
福岡県立八女工業高等学校2年生の折に、本人の知らない間に同級生の女子が応募した東映ニューフェイス第7期に合格するが、面接で「学校が終わってから」と答え、周囲が騒然とする中で当時の東映社長である大川博に対して「よかったら次の期に入れてほしい」とまで答えたものの結果は合格し、高校卒業後に東映へ第8期ニューフェイスとして入社。
同期には『仮面の忍者 赤影』第3部で織田信長を演じた嶋田景一郎などがおり、俳優座養成所に入り演技を学んだあと、東映京都撮影所に配属される。
当時は嶋田や林彰太郎と共に、「三野郎」として売り出されていた。この年『新諸国物語 黄金孔雀城 第二部』で映画デビュー。
その後、『走れ左源太』（NET / 東伸テレビ映画）に出演した際に、撮影所所長から「坂口祐三郎」の芸名をもらう。
この当時、京都市内に祖母と2人で暮らしていたが、端役か準主役が年に数本という状況が数年続く。
1966年の12月参加した1967年4月開始の関西テレビ初のカラーTV番組『仮面の忍者 赤影』の主演・赤影に抜擢される。
この番組は大人気となり、半年予定が延長を重ねて1年間の放映となった。
しかし余りにもヒットしたため、逆にその後は『赤影』のイメージが強く付き過ぎてしまい、新しい役での活躍機会に恵まれなかった。
本人も、当時東映で主流となっていた「実録やくざ物」への出演を誘われたこともあったが、赤影へのこだわりがあったので「やくざ役」を避けていたという。
1969年には「坂口 徹」と改名し、『あゝ忠臣蔵』に出演。
当時のプロフィールでは「『赤影』からの脱却を図っている」と紹介されている。しかし、結果としては最後まで『赤影』で付いたイメージを払拭し切ることは出来なかった。
1974年には元東映のお姫様女優であった北条きく子と3月2日に結婚披露宴を行なうも、4月4日に離婚を公表するというトラブルにも見舞われている。
後年他の仕事を求めた際「坂口徹郎」などと芸名を変え、京都で魚屋、占い師をしていた時期もあった。
同時期、病気や交通事故に遭う。
この他にも誘いを受けて東京へ赴いた際に、ある有名プロデューサーから「何でもいいから名前が売れたら使ってやるよ」と言われ、そこで雑誌ライターとして東京スポーツ新聞に取材記事を連載したところ人気を集めた。
しかし別の人物から「そんなことじゃないから」とあっさり言われ、馬鹿馬鹿しくなって辞めたと語っている。
映画業界へのコネクションを活用して俳優への取材記事も執筆していた。
1989年（平成元年）ウルトラセブンのキリヤマ隊長役の中山昭二に是非にと請われ、日光江戸村に勤務して講師・舞台演出を手掛ける一方、ウェスタン村で保安官レッドシャドウ（赤影に由来）としてアトラクションに参加。
この江戸村での経験から後進の指導に興味を持ち、故郷久留米市に戻り、俳優養成学校で約10年間に渡って俳優業と共に後進育成を始めた。
一時は赤影と呼ばれることを嫌って芸名を変更したこともあったが、久留米に戻ってからは盟友である作家/瀬崎智文との会話で「赤影から逃れられないのだったら、とことん赤影でやって行きたい」と話していたという。
1990年作家/瀬崎智文と映画/新『赤影』の企画を目標とした赤影支援会を結成した。
その後の赤影を坂口祐三郎の名前で復活したいと言う瀬崎の想いを受け受諾。
シナリオ原作権等は作家/瀬崎智文の流れで無事まとまるものの成立には届かず現在は企画中断している。
2003年7月12日夜に、久留米市内の自宅で突然倒れ意識が戻らぬまま翌13日妻や親族にみとられ、市内の病院で脳幹出血のため死去。享年62（満61歳没）。
密葬の際は作家/瀬崎智文が先頭に立ち棺を運び以降の権利継承者として小説『仮面と生きた男』（扶桑社）を発表映画化に向けて活動している。

## 人物・エピソード
少年時代から女性によくモテたという。中学と高校時代は弓道・剣道・バスケットボールに熱中した。特技は乗馬。乗馬は東映入社後に習い始めた。しかし水泳だけは苦手で『仮面の忍者 赤影』では泳ぐシーンを「白影」役の牧冬吉に吹き替えてもらっていた。またトランポリンアクションは、空中の二回転が出来なかったため、宍戸大全が吹き替えていた。
東映の平山亨・関西テレビの加藤哲夫両プロデューサーは『仮面の忍者 赤影』で、3人いた候補の中から坂口を赤影役に即決で抜擢した理由として、坂口の「素晴らしく綺麗な目」が「キラリと光る涼しい眼」という主題歌歌詞のイメージにピッタリだったからと語っている。
赤影の着ける「赤い仮面」は、坂口自身が自作している。仮面の額についた宝石は、玩具の指輪を加工してはめ込んでいる。赤影の七三分けの髪は赤熊（ヤク）の毛を使ったカツラで、このカツラにゴムで止めるようになっていた。
撮影中は火炎放射器の炎を向けられることも多く、カツラが焦げてしまうことがよくあったという。
『赤影』では、この「赤い仮面」のイメージが強過ぎてしまい、素顔での出演があった回では「赤影はどこへ行ったの?」と、問い合わせの手紙や電話が殺到したという。
最初は脚本担当の伊上勝も気を使ってこの素顔の出番を挿入していたが、こういった訳で顔出しシーンはなくなってしまった。
睡眠時間は毎日3・4時間で、ピアノ線で吊られたまま眠ったこともあった。
一日5回食事していたにもかかわらず1年間の撮影で14kg痩せた。
「赤い仮面」は、生前の坂口から彼のマネージメントを務めた瀬崎智文に手渡された。
2020年3月3日放送のテレビ東京『開運!なんでも鑑定団』に出品され、100万円と評価された。
『新選組血風録』では、鳥羽・伏見の戦いのシーンで本物のダイナマイトが撮影に使われた。
坂口はたまたまスタッフのこの打ち合わせを聞いてしまい、本番では生きた心地がしなかったという。
この『新選組』の続編にも出演が決まっていて、周囲の後押しもあったが結局『赤影』に主演することとなった。
坂口は後年「『新選組』の続編に出ていれば役者としてのその後が変わっていたかもしれない。それだけ『赤影』は大きな転機だった」と振り返っている。
晩年は支援会などと共に、映画『新・赤影』の企画を構想していた。
『赤影』で坂口を抜擢し加藤哲夫は坂口の死後『サンケイスポーツ』の自身の連載コラムで「彼をもっとバックアップしてあげられなかったのが未だに無念」と悔やんでいた。
坂口自身が作成した『赤影』の仮面は晩年、盟友の作家/瀬崎智文に託された。
自身が去った後の二代目三代目を育て後の世代にも自分の活動を繋げて欲しいと言う事と言われたと言う。
わずか半年後に突然の病に倒れ世を去るとは本人は夢にも思って無かったと言う。
現実の出来事を踏襲した小説『仮面と生きた男』（扶桑社刊）原作/瀬崎智文に描かれている。

## 出演

### 映画
- 新諸国物語 黄金孔雀城 第二部・第三部・完結篇（1961年、東映） - 二郎太
- 新黄金孔雀城 七人の騎士 第一部・第二部・完結篇（1961年、東映） - 焔丸
- 反逆児（1961年、東映）
- 瞼の母（1962年、東映） - 通行人
- 源氏九郎颯爽記 秘剣揚羽の蝶（1962年、東映） - 中村錦之助の吹き替えスタント
- よか稚児ざくら 馬上の若武者（1962年、東映） - 馬場元
- 越後獅子祭り（1962年、東映） - 文七
- きさらぎ無双剣（1962年、東映） - 与力
- 美空ひばりの花笠道中（1962年、東映） - 梅千代
- 宮本武蔵 般若坂の決斗（1962年、東映）
- 関東遊侠伝 利根の朝焼け（1963年、東映） - 州崎の政吉
- 武士道残酷物語（1963年、東映） - 特攻隊員
- 柳生武芸帳 片目水月の剣（1963年、東映） - 小五郎友行
- 真田風雲録（1963年、東映） - 戦場の死体[要出典]
- 八州遊侠伝 男の盃（1963年、東映） - 亀吉
- 御金蔵破り（1964年、東映） - 市川新五郎
- 続・てなもんや三度笠（1963年、東映） - 新太郎
- 日本暗黒街（1966年、東映） - 江口
- 飛びだす冒険映画 赤影（1969年、東映） - 赤影
- モナリザお京（1971年、大映） - 和田
- 子連れ狼 三途の川の乳母車（1972年、東宝） - 阿波藩家臣
- 子連れ狼 死に風に向う乳母車（1972年、東宝）
- 玉割り人ゆき 西の廓夕月楼（1976年、東映） - 清次郎
- 宇宙からのメッセージ（1978年、東映）
- 銀玉マサやん（1992年、竜企画） - 権田原
- 狂弾 KYO-DAN（1999年、アーバンタイムス） - 滝川組幹部
- 狂弾II アジア暴力地帯（2000年、アーバンタイムス） - 滝川組組長
- 明日を殴れ 無頼リング（2001年、ミュージアム）
- いのちの海 Closed Ward（2001年、イーハーフィルムズ） - ラブホテルの男
- モウ翔ブ夢ハ見ナイ（2002年、エクセレントフィルム） - 窪田博司

### テレビドラマ
- 走れ左源太（1964年、NET / 東伸テレビ映画）
- つむじ風三万両（1964年 - 1965年、NTV / 東映） - 御用金を狙う浪士
- 忍びの者（1964年、NET / 東映） - 忍者・佐助
- 六人の隠密（1964年、NET / 東映）
- 新選組血風録（1965年 - 1966年、NET / 東映） - 山崎烝
- 素浪人 月影兵庫（NET / 東映）
  - 第1シリーズ 第6話「宿場は泣いていた」（1965年） - 源太
  - 第2シリーズ 第5話「一両だけが知っていた」（1967年）
  - 第2シリーズ 第13話「野に幸せが咲いていた」（1967年） - 結城信二郎
- われら九人の戦鬼（1966年、NET / 東映） - 泰国太郎
- 銭形平次（CX / 東映）
  - 第11話「雨の中の男」（1966年） - 与次郎
  - 第29話「呪いの藁人形」（1966年） - 久太郎
  - 第86話「大当り貧乏くじ（1967年） - 菊次
  - 第104話「番神堂異聞」（1968年） - 文之進
  - 第140話「春姿一番手柄」（1969年） - 秀
  - 第193話「お化け長屋の牛騒動」（1970年）
  - 第222話「牢奉行失踪」（1970年） - 源三郎
  - 第244話「猪の呉れた百万両」（1971年） - 助十
  - 第347話「八丈追分節」（1972年） - 宗之助
  - 第393話「はみだし長兵衛」（1973年） - 佐吉
  - 第430話「方袖の女」（1974年） - 本多
  - 第716話「娘岡っ引きが通る」（1980年） - 新吉
  - 第759話「浮世がからんだ一番富」（1981年）
  - 第843話「十五年目の春」（1983年）
- 仮面の忍者 赤影（1967年 - 1968年、KTV / 東映） - 赤影　※主演
- 用心棒シリーズ（NET / 東映）
  - 待っていた用心棒
    - 第6話「冷えた燗酒」（1968年） - 坂井健三郎
    - 第25話「ただ一人の女」（1968年） - 石山佐次郎

  - 帰って来た用心棒
    - 第12話「あの竹薮をぬけて」（1968年） - 島崎林太郎
    - 第24話「春のともしび」（1969年） - 朝尾林之介

  - 用心棒シリーズ 俺は用心棒 第6話「きぬたの音」（1969年） - 幸吉
- 次郎長三国志 第26話「血煙荒神山」（1968年、NET / 東映） ※中野誠也版
- 大奥 第12話「元禄 雪の十四日」（1968年、KTV / 東映） - 浅野内匠頭
- 旅がらすくれない お仙（NET / 東映）
  - 第7話「別れるなんてダメよ」（1968年）
  - 第24話「だって憎いのよ」（1969年）
  - 第51話「煙がにおうわね」（1969年）
- 風来坊（C.A.L / CX） 第13話「侍なんて御免だぜ」（1968年） - 松平幸栄
- 妖術武芸帳 第3話「怪異おぼろ雪崩」（1969年、TBS / 東映） - 徳川家治
- あゝ忠臣蔵 第1-12、15-18、23-24、28、30、34、37-39話（1969年、KTV / 東映） - 大石瀬左衛門
- 花のお江戸のすごい奴 第7話（1969年、CX / 東映・新国劇）
- 水戸黄門（TBS / C.A.L）
  - 第1部
    - 第11話「二人の黄門さま -伊賀-」（1969年） - 藤堂新二郎
    - 第21話「子の刻登城 -高遠-」（1969年） - 笠井市之助

  - 第2部
    - 第14話「女将棋師 -天童-」（1970年） - 松平直矩
    - 第26話「帰ってきた旅烏 -浜田-」（1971年） - 庄太郎

  - 第6部 第32話「素晴しきかな人生 -水戸-」（1975年） - 徳川綱條
  - 第7部
    - 第19話「最上紅花恋の唄 ‐米沢‐」（1976年） - 上杉綱憲
    - 第34話「日光街道日本晴れ -宇都宮・水戸-」（1977年） - 徳川綱條

  - 第11部 第20話「出世を願った嫁いびり -行田-」（1980年） - 阿部豊後守
  - 第12部
    - 第1話「讃岐への旅立ち -水戸・江戸-」（1981年） - 徳川綱條

  - 第13部 第1話「天下を狙う忍びの罠 -水戸・江戸-」（1982年） - 徳川綱条
  - 第14部 第1話「水戸黄門 -水戸・江戸-」（1983年） - 柴田弥太郎
  - 第19部 第1話「水戸黄門 -水戸-」（1989年） - 徳川綱條
  - 第20部 第1話「水戸黄門 -水戸-」（1990年） - 徳川綱條
- 大岡越前（TBS / C.A.L）
  - 第1部 第3話「謎の父子鶴」（1970年）　- 番頭新助
  - 第2部 第28話「祝盃」（1971年）　- 常陸屋新助
  - 第3部 第9話「盗っ人仁義」（1972年） - 宗吉
  - 第5部 第17話「帰って来た木鼠小僧」（1978年） - 水野一学
  - 第6部 第27話「殺生禁断!鯉の罠」（1982年） - 根岸又十郎
- 大坂城の女 （KTV / 東映）
  - 第29話「秀頼の愛した娘」（1970年） - 前田道之介
  - 第30話「幼君 国松の母」（1970年） - 前田道之介
- 柳生十兵衛（CX / 東映）
  - 第1話「江戸城の熱血児」（1970年） - 徳川忠長
  - 第2話「侠気と友情」（1970年） - 徳川忠長
  - 第28話「鬼坊主の復讐」（1971年） - 諏訪忠晴
- 江戸の紅葵 「赤い復讐剣」（1970年 - 1971年、KTV / 東映） - 佐久間
- 紅つばめお雪 第10話「いい奴、欲っ張り」（1970年、NET / 東映）- 磯松
- さむらい飛脚 第3話（1971年、NET / 東映）
- 徳川おんな絵巻 第28話「恋を追う女」（1971年、KTV / 東映） - 福田
- 軍兵衛目安箱 第10話「鎧通しの錆」（1971年、NET / 東映） - 近藤左京
- 遠山の金さん（NET・ANB系列 / 東映）
  - 遠山の金さん捕物帳 第76話「似顔絵の男」（1971年、NET） - 新八　※中村梅之助版
  - ご存知遠山の金さん 第51話「天馬のいななき」（1974年、NET）　※市川段四郎版
  - 遠山の金さん 第2シリーズ（1979年、NET）　※杉良太郎版
  - 遠山の金さん （ANB）　※高橋英樹版
    - 第1シリーズ 
      - 第30話「晴れ姿!ヘボ同心の初手柄」（1982年）
      - 第52話「愛の十字路 暗黒街の女!」（1983年） - 上州屋
      - 第76話「愛か真か岐路に立つ女!」（1983年）- 貞吉
      - 第84話「悪魔のいけにえにされた美人画の女!」（1984年）
      - 第96話「妖剣秘話・裏切られた女!」（1984年）- 堀田
      - 第130話「喪服の女に忍び寄る赤い罠!」（1985年）
      - 第147話「夕陽の決斗・妻よ静かに眠れ!」（1985年）

    - 第2シリーズ 第13話「父ちゃんが帰った日」（1986年）
- 忍法かげろう斬り 第2話「女の園へ潜入せよ」（1972年、KTV / 東映） - 徳川家光
- 特別機動捜査隊 第552話「奇蹟の女」（1972年、NET / 東映） - 天知
- 人造人間キカイダー 第11話「ゴールドウルフが地獄に吠える」（1972年、NET / 東映） - ゴールドウルフ人間態
- 二人の素浪人 第12話「対決!仕込み刀殺法」（1972年、CX / 東映） - 進藤数馬
- 地獄の辰捕物控 第9話「かんざしの向うにお玉がいる」（1972年、NET / 東映） - 佐七
- 隼人が来る 第13話「酔いどれ二刀流」（1973年、CX / 東映）
- 素浪人 天下太平 第5話「額に汗して空財布」（1973年、NET / 東映） - 三浦哲之助
- 新書太閤記（1973年、NET / 東映）
- いただき勘兵衛 旅を行く （NET / 東映）
  - 第3話「花も実もない奴だとさ」（1973年） - 伊作
  - 第13話「血気が一気に消えたとさ」（1974年） - 坂口源之進
- 大久保彦左衛門 第6話（1973年、KTV / 東映）
- 唖侍 鬼一法眼 第15話「消えた賞金稼ぎ」（1974年、NTV / 勝プロダクション） - 鳴神
- 運命峠 第17話「地獄むみょうの剣」（1974年、KTV / 東映） - 金丸半四郎 ※田村正和版
- 北斗の人（1974年、KTV / 東映）
- ぶらり信兵衛 道場破り 第45話「植木屋辰造」（1974年、CX / 東映） - 多平
- 編笠十兵衛 第3、12、14、15、20、21、25話（1974年 - 1975年、CX / 東映） - 奥田貞右ヱ門
- 必殺シリーズ（ABC / 松竹）
  - 暗闇仕留人 第20話「一途にて候」（1974年） - 佐山弥十郎
  - 必殺必中仕事屋稼業 第2話「一発勝負」（1975年） - 頼母
  - 必殺仕事人IV
    - 第5話「お加代十里早駆けに挑戦する」（1983年） - 由蔵
    - 第28話「順之助20歳の誕生日に誘拐される」（1984年） - 辰

  - 必殺仕切人 第4話「もしも狼男が現れたら」（1984年） - 根津参内
- 斬り抜ける 第15話「城中乱入」（1975年、ABC / 松竹） - 中本
- 賞金稼ぎ 第19話「謎のスーパーガン」（1975年、NET / 東映）
- 徳川三国志 第6話「白昼の三十六人斬り」（1975年、NET / 東映） - 河合又五郎
- 十手無用 九丁堀事件帖 第11話「目刺し十匹うらみ武士」（1975年、NTV / 東映） - 石川源之丞
- 影同心II 第15話「尼と男の冬の宿」（1976年、MBS / 東映） - 橋田朝之進
- 暴れん坊将軍（ANB / 東映）
  - 吉宗評判記 暴れん坊将軍
    - 第11話「日本一の木遣り唄」（1978年） - 井上
    - 第19話「纏持の詩」（1978年） - 里見喜之助
    - 第41話「切腹!酒呑み代官」（1978年） - 山川
    - 第48話「極楽風呂に地獄を見た」（1979年） - 山村

  - 暴れん坊将軍II
    - 第17話「花嫁学校 討入り前夜!」（1983年） - 木村児十郎 ※坂口徹郎名義
    - 第41話「嵐を呼んだ身代わり観音」（1983年） - 清太郎 / 定次郎 ※二役
    - 第72話「座布団の雨 上様初舞台!」（1984年） - 吉之助
    - 第111話「あらイヤだ!魚の心は恋ごころ」（1985年） - 成瀬金哉
- 桃太郎侍（NTV / 東映）
  - 第86話「大当り貧乏くじ」（1978年） - 菊次
  - 第193話「お化け長屋の牛騒動」（1980年）
- 宇宙からのメッセージ 銀河大戦（1978年 - 1979年、ANB / 東映） - カミジ
- 長七郎天下ご免! 第62話「紅花・たそがれ親不孝」（1981年、ANB/東映）- 新三
- 松平右近事件帳 第25話「人情破れ傘」（1982年、NTV / ユニオン映画） - 伊東
- 土曜ワイド劇場
  - 京都殺人案内（7）「麻薬にけがされた修学旅行女子高生」（1983年、ABC / 松竹）
  - 探偵神津恭介の殺人推理（8）「伊豆下田海岸に赤い殺意が走る・悪魔の嘲笑」（1988年、ANB）
  - 萩・殺人迷路 山陰本線下り特急から途中下車した謎の乗客（1988年、ANB）
  - 仙台・松島湾島めぐりツアー殺人事件 実年素人探偵とおんな秘書の名推理（1989年、ANB / 東宝）
- 壬生の恋歌（1983年、NHK） - 桂小五郎
- 新・なにわの源蔵事件帳 第9話「輸入薬のゆくえ」（1984年、NHK）
- 部長刑事 第1324話「謀殺の夜」（1984年、ABC）
- 京都マル秘指令 ザ新選組 第8話「日本一の学者をサハラ砂漠へ放り出すぞ!」（1984年、ABC / 松竹）
- 西部警察 PART-III 第49話「京都・幻の女殺人事件 -京都篇-」（1984年、ANB / 石原プロモーション）
- 長七郎江戸日記（NTV / ユニオン映画）
  - 第1シリーズ 第43話「故郷が呼んでる」（1984年） - 水野信幸
  - 第1シリーズ 第112話「泣くな山鳩」（1986年） - 堀江安芸守
  - 第2シリーズ 第48話「少女の叫び!」（1989年） - 吉津忠友
- ザ・ハングマン4 第25話「痛快ダブルハンギング!! さようならありがたや節」（1985年、ABC / 松竹芸能） - マスコミ
- 月曜ワイド劇場 / 追いつめられた団地妻 夫は浮気わが子は失踪（1985年、ANB）
- 月曜ドラマランド / ザ・サムライ（1986年、CX）
- 特捜最前線 第483話「二重記憶喪失の女・青い鳥、墜ちた!」（1986年、ANB / 東映） - 大阪府警刑事
- 年末ドラマスペシャル / 結婚式 懲りない女と男たちの記念日（1987年、TBS）
- 火曜サスペンス劇場 / 私の青春売ります 私は悪人を眠らせない!三千万円に隠された哀しい女の執念（1988年、NTV / キネマ旬報社）
- 隠密・奥の細道 第4話「血闘、須賀川の宿」（1988年、TX / Gカンパニー）

### 劇場アニメ
- 三国志 第一部・英雄たちの夜明け（1992年、東映） - 張世平

### オリジナルビデオ
- バイオセラピー（1986年、にっかつビデオフィルムズ）

### その他
- 東映怪人怪獣大百科 忍者篇（東映ビデオ） - 赤影（ナレーション）
- 仮面の忍者赤影メモリアル（東映ビデオ） - 赤影（ナレーション）

## 著書
- 坂口祐三郎、赤影支援会編『赤影参上!』（1998年、扶桑社） ISBN 459402517X
坂口による赤影のあらすじ、思い出話、関係者のインタビューをまとめた著作。
- 坂口祐三郎、新・赤影製作評議会編『坂口祐三郎・赤影 愛と復讐』（1999年、ワイズ出版）ISBN 4898300162
坂口の半生をインタビュー形式で綴った自伝的作品であり、出生、両親、祖父母、高校時代の日々、東映ニューフェイス時代、「赤影」時代、その後の人生の変遷などが語られている。